# Bankisus triguttatus
Bankisus triguttatus är en insektsart som beskrevs av Navás 1926. Bankisus triguttatus ingår i släktet Bankisus och familjen myrlejonsländor. Inga underarter finns listade i Catalogue of Life.